# Rubén Reyes Díaz
Rubén Reyes Díaz (Gijón, 5 de gener de 1979), és un exfutbolista asturià que jugava com a migcampista.

## Trajectòria esportiva
Rubén Reyes va començar la seva carrera esportiva en la seva Astúries natal. Va començar en el Real Avilés, primer al filial, el Navarro CF en 3a i després en el primer equip d'Avilés en 2ªB, arriba en la temporada 2000-2001 al Reial Oviedo, equip amb el qual debuta en la Primera divisió espanyola. Els seus primers minuts els disputa en la jornada 6, en un Reial Oviedo 3-1 Celta de Vigo. En la seva primera temporada en la màxima categoria, Rubén Reyes juga un total de 5 partits de titular i assoleix marcar un gol, en la jornada 11 en un Reial Oviedo 4-1 Valladolid. En eixa temporada, el Real Oviedo queda tercer per la cua i no assoleix salvar la categoria.
La temporada següent, amb el Real Oviedo en la Segona divisió, Rubén Reyes participa més amb l'equip. Disputa un total de 29 partits com a titular. El seu equip acaba la temporada en el setè lloc. La temporada 2002-2003 Rubén Reyes fitxa pel Vila-real CF, equip amb el qual torna a jugar partits en la Primera divisió espanyola. Juga un encontre com a titular i surt des de la banqueta en quatre ocasions, acumulant poc més de 100 minuts en total.
La temporada 2003-2004, Rubén Reyes passa a formar part de la plantilla del Getafe CF, equip de la Segona divisió espanyola amb el qual tot just gaudeix d'oportunitats, doncs tot només té l'oportunitat de jugar en dos partits, sortint en ambdues ocasions des de la banqueta. Una temporada més tard torna a canviar d'equip. Deixa el Getafe i fitxa per l'Albacete Balompié de Primera divisió espanyola, equip amb el qual no disputa cap minut a causa de les lesions. En el mercat d'hivern de la temporada 2004-2005, es marxa cedit al Pontevedra CF. Rubén Reyes debuta en la jornada 26 en un Tenerife 0-0 Pontevedra. En mitja temporada, disputa un total de 14 partits com a titular, es converteix en un dels ídols de l'afició granada i assoleix marcar un gol, el qual li va fer al Celta de Vigo a Pasarón de falta.
A pesar de fer un gran paper amb el Pontevedra CF, no impedeix juntament amb la resta de la plantilla que l'equip baixi de categoria. La seva bona actuació amb el Pontevedra CF fa que l'Albacete Balompié el repesque per a jugar amb l'equip en la temporada 2005-2006 en Segona divisió. No obstant això, Cesar Ferrando, entrenador de l'equip, tot just compta amb ell en 5 partits.
Rubén Reyes, davant les poques oportunitats que hi té, decideix rescindir el seu contracte amb el seu club i torna de nou al Pontevedra CF. Igual que succeís una temporada abans, Rubén Reyes arriba en el mercat d'hivern a Galícia, aquesta vegada, per a ajudar l'equip a tornar a la Segona divisió. Aviat es fa amb un lloc en l'onze inicial i juga un total de 13 partits en els quals marca 2 gols. L'equip granat queda segon, es classifica per a les eliminatòries d'ascens, però no assoleix pujar a la Segona divisió.
En la seva segona temporada consecutiva en el club (2006-2007), Rubén Reyes no assoleix entrar en el començament de lliga en l'equip, encara que amb el pas de les jornades, l'entrenador li dona la confiança i el migcampista asturià, es fa amb un lloc fix en el centre del camp. A pesar de produir-se un canvi en la banqueta en la recta final de la temporada, el migcampista asturià segueix sent un dels intocables en l'equip. Juga un total de 32 partits i marca 7 gols.
L'estiu de 2007 decideix rescindir el seu contracte amb el Pontevedra CF per a enrolar-se en les files del Rayo Vallecano, equip en el qual jugarà durant la temporada 2006-07. El 2008 aconsegueix l'ascens a Segona Divisió amb els madrilenys, tot jugant 17 partits a la categoria d'argent.